# عبد الله عبيان اليامي
عبد الله عبيان اليامي شاعر وإعلامي سعودي، يشغل منصب نائب رئيس تحرير صحيفة عكاظ من ديسمبر 2022. شارك في العديد من المؤتمرات والمهرجانات العربية، وعمل في عدد من الصحف السعودية، وشغل منصب مساعد رئيس التحرير في صحيفة عكاظ. وحصل على عدد من الدورات الإعلامية المتخصصة في قناة ال سي إن إنو صحيفة لوس أنجلوس تايمز بالولايات المتحدة الأمريكية. فاز بجائزة المنتدى السعودي للإعلام (فئة الحوار الصحفي) عام 2024م.

## العمل الإعلامي
- عمل بجريدة الملاعب السعودية منذ عام 1420هـ وحتى 1424هـ
- عمل مساعدا لرئيس التحرير بجريدة عكاظ من يوليو 2014 إلى ديسمبر 2022م.[4]
- تولى العديد من المناصب القيادية في جريدة عكاظ، منها: رئيس الأقسام الثقافية، رئيس قسم الكتاب والاستكتاب، المشرف العام على الطبعة الأولى وتولي مهام الصفحة الأولى، فضلاً عن الإشراف على طبعات الجريدة المسائية كرئيس تحرير تنفيذي، مدير مشروع التطوير والتحول الرقمي في صحيفة عكاظ.[5]
- عين مديرا إقليميا لصحيفة عكاظ في منطقة الرياض عام 1435هـ.
- حصل على عضوية مؤسسة عكاظ للصحافة والنشر عام 1434هـ.
- ابتُعث من صحيفة عكاظ إلى الولايات المتحدة الأمريكية - كاليفورنيا، لمدة عام وحصل على عدد من الدورات والبرامج الإعلامية في أحد المراكز العالمية المتخصصة في مجال الإعلام في منطقة هوليود الواقعة في مدينة لوس انجلوس بالتعاون مع سي إن إنوصحيفة لوس انجلوس تايمز.

## الشعر
- وقف أمام خادم الحرمين الشريفين الملك عبد الله بن عبد العزيز آل سعود، وولي عهده، ووزير الداخلية في عدد من المناسبات الوطنية المختلفة.
- كتب أوبريت «موكب الغيم» الذي تغنى به الفنانون: عبادي الجوهر، عبد المجيد عبد الله، رابح صقر، أصيل أبو بكر بلفقيه، عبد الله رشاد وعبد العزيز المنصور ولحنه الموسيقار محمد شفيق وذلك في حفل افتتاح برج المملكة الذي رعاه خادم الحرمين الشريفين الملك عبد الله بن عبد العزيز يرحمه الله.
- فاز بجائزة «معلقة الوطن» في مسابقة الملك عبد العزيز للأدب الشعبي 2019
- ألقى قصيدة حفل افتتاح مهرجان الجنادرية أمام خادم الحرمين الشريفين الملك سلمان بن عبد العزيز وذلك في عام 1435هـ.
- عضو مؤسس لمهرجان الأقصر الثقافي الدولي الذي انطلق في مصر عام 1429هـ
- شارك في امسيات مهرجان الجنادرية عام 1419هـ
- مثل السعودية في مهرجان الشعر والقصة السابع لدول مجلس التعاون بالكويت.
- شارك في النسخة الأولى من شاعر المليون وفاز بجائزة الشاعر الأكثر إبداعاً.[6]
- أحيا أمسيتين في مهرجان دبي عامي 1419 ،1430هـ.
- مثل السعودية في ملتقى الشارقة الأول للشعر الشعبي.
- فاز بجائزة الشيخ محمد بن راشد آل مكتوم (اللغز السابع).
- شارك في أمسية شعرية ضمن فعاليات مهرجان الأجواد للشعر الشعبي في محافظة مرسى مطروح بجمهورية مصر العربية.
- أحيا أمسية شعرية في مهرجان صبحا في الأردن.
- صدر له ديوان شعري مسموع بعنوان (نجوم القوافي) إلى جانب الشعراء فهد عافت، مساعد الرشيدي، نايف صقر.
- صدر له ديوان مطبوع بعنوان (شامخ الوقفات).[7]
- شارك في العديد من الامسيات الشعرية داخل السعودية وخارجها.

## الجوائز
- جائزة الشاعر الأكثر إبداعا في مسابقة شاعر المليون النسخة الأولى 2006.[8]
- جائزة معلقة الوطن في مسابقة الملك عبدالعزيز للأدب الشعبي 2019.[9]
- جائزة المنتدى السعودي للإعلام (فئة الحوار الصحفي) عام 2024م.[10]